# He Xiantu
He Xiantu (in cinese tradizionale 贺贤土, in cinese semplificato 賀賢土; Ningbo, 28 settembre 1937) è un fisico cinese specializzato in fisica teorica.
È a capo di molti programmi nucleari cinesi di ricerca e sviluppo. Ha progettato la prima bomba al neutrone in Cina.

## Carriera
Nato a Ningbo, nel Distretto di Zhenhai, provincia di Zhejiang, ha studiato matematica e fisica, laureandosi al Dipartimento di fisica dell'Università di Zhejiang nel 1962. 
Ha lavorato per lungo tempo negli istituti di fisica all'interno dell'Accademia cinese di ingegneria e fisica ed è l'ex vicedirettore dell'Istituto di fisica applicata e matematica computazionale di Pechino. È il capo scienziato del Programma 863 (programma fondato e amministrato dal governo della Cina che ha come obiettivo lo sviluppo di tecnologie avanzate) High-Tech Inertial Confinement Fusion (ICF). È vicedirettore della Facoltà di scienze dell'Università di Zhejiang, dove ha anche una cattedra. Entrò a far parte dell'Accademia Cinese di scienze tramite elezione nel 1995.
È membro del Comitato degli esperti di scienza non lineare. Ha dato un grande contributo per lo sviluppo di armi nucleari in Cina. Ha lavorato a lungo sul modello di fusione a confinamento inerziale, sulla termodinamica del non equilibrio, sulla fisica statistica e sul sistema non lineare plasma.

## Premi e riconoscimenti
L'asteroide 79286 Hexiantu è stato nominato in suo onore. La denominazione ufficiale è stata pubblicata dal Minor Planet Center il 25 settembre 2018.